# أحمد راشد
أحمد راشد (ولد في 29 يوليو 1994 في المحرق، البحرين) لاعب كرة قدم بحريني يجيد اللعب في مركز الوسط المهاجم. يلعب حاليا لصالح الحالة الذي ينافس في الدوري البحريني الممتاز منذ 2022 معارا من الرفاع الشرقي.